# Moropsyche exophila
Moropsyche exophila är en nattsländeart som beskrevs av Wolfram Mey 1997. Moropsyche exophila ingår i släktet Moropsyche och familjen Apataniidae. Inga underarter finns listade i Catalogue of Life.